# Arthur Brown (giocatore di football americano)
Arthur Brown Jr. (Wichita, 17 giugno 1990) è un giocatore di football americano statunitense che gioca nel ruolo di linebacker per i Seattle Seahawks della National Football League (NFL). Fu scelto nel corso del secondo giro (56º assoluto) del Draft NFL 2013 dai Baltimore Ravens. Al college ha giocato a football alla Kansas State University.

## Carriera professionistica

### Baltimore Ravens
Brown era considerato uno dei migliori linebacker selezionabili nel Draft NFL 2013 e fu scelto nel corso del secondo giro dai Baltimore Ravens. Debuttò come professionista nella settimana 1 contro i Denver Broncos. La sua stagione da rookie si concluse con 15 tackle, 0,5 sack e un fumble forzato in 14 presenze, nessuna delle quali come titolare.

### Jacksonville Jaguars
Il 4 settembre 2016, Brown firmò con i Jacksonville Jaguars. Fu svincolato il 6 dicembre 2016.

### New York Jets
Il giorno successivo, Brown firmò con i New York Jets, da cui fu svincolato il 19 dicembre 2016.

### Seattle Seahawks
Il 17 marzo 2017, Brown firmò con i Seattle Seahawks.

## Statistiche
| Partite totali      | 48  |
| Partite da titolare | 0   |
| Tackle              | 20  |
| Sack                | 0,5 |
| Intercetti          | 0   |
| Fumble forzati      | 1   |

Statistiche aggiornate alla stagione 2016